# الموود (لوئیزیانا)
الموود (به انگلیسی: Elmwood) شهری در ایالت لوئیزیانا کشور ایالات متحده آمریکا است که جمعیت آن در سرشماری سال ۲۰۱۰ میلادی، ۴٬۶۳۵ نفر بوده‌است.